# Chrysochloris
Genre
Le genre Chrysochloris regroupe des mammifères connus sous le nom de taupes dorées.

## Liste des genres
Ce genre de taupes dorées comprend les espèces suivantes :
- Chrysochloris asiatica (Linnaeus, 1758)
- Chrysochloris stuhlmanni (Matschie, 1894 )
- Chrysochloris visagiei (Broom, 1950 )

### SelonITIS
- sous-genre Chrysochloris (Chrysochloris) Lacépède, 1799
  - Chrysochloris asiatica (Linnaeus, 1758)
  - Chrysochloris visagiei (Broom, 1950 )
- sous-genre Chrysochloris (Kilimatalpa) Lundholm, 1955
  - Chrysochloris stuhlmanni (Matschie, 1894 )